# Consimțământ
Consimțământul apare atunci când o persoană este de acord voluntar cu propunerea sau dorințele alteia. Poate fi dat în scris, de exemplu contract, prin vorbire (oral) sau non-verbal, de exemplu printr-un gest clar, cum ar fi un încuviințare din cap și este utilizat în diverse domenii precum cel legal, medicinal, de cercetare și sexual. Consimțământul, așa cum este înțeles, poate diferi în contexte specifice. De exemplu, o persoană cu o tulburare mintală, o vârstă mentală scăzută sau sub vârsta legală a consimțământului sexual poate acorda de bunăvoie un consimțământ dar acest lucru nu este valabil dacă cea persoană nu îndeplinește pragul legal pentru consimțământ, așa cum este definit de lege.
Agențiile și inițiativele Națiunilor Unite în cadrul programelor de educație sexuală consideră că predarea subiectului consimțământului este benefică.